# Kuruzslás
A kuruzslás csalárd módon vagy megfelelő szakképesítés nélkül végzett gyógyító célú tevékenység. A kuruzsló általában azt a látszatot kelti, hogy olyan képességek, tudás vagy végzettség birtokában van, amellyel nem rendelkezik. Jellemzői például a megkérdőjelezhető diagnózis illetve vizsgálatok, nem tesztelt vagy egyértelműen hatástalan gyógymódok, illetve különféle súlyos betegségekre, mint például a rák, kínált csodaszerek. A büntetőjogban a közegészségügyi bűncselekmények egyike, Magyarországon is büntetendő.

## Fogalma
Stephen Barrett orvos, a kuruzslásokat leleplező amerikai Quackwatch weboldal alapítója szerint a kuruzslás nem más, mint olyan bizonytalan módszerek népszerűsítése, amelyeknek nincs tudományos alapja. Bővebben fogalmazva bármi, ami egészségügyi szempontból eltúlzottan van népszerűsítve, megkérdőjelezhető elméletekkel, termékekkel, szolgáltatásokkal, annak népszerűsítője pedig nem feltétlenül van tisztában van állításainak valódiságáról. Ha ugyanis így lenne, akkor az már megtévesztésnek, csalásnak minősül.
A kuruzslás jellemzője még továbbá, hogy hatékonyan képes elfordítani az embereket azoktól a terápiás módszerektől, amelyek tényleg segítenék őket, olyan eredmények ígéretével, amik egyáltalán nem valószínű, hogy bekövetkeznének.
Paul Offitt gyermekorvos szerint az alternatív gyógyászat négyféleképpen válhat kuruzslássá:
1. hagyományos, egyébként hasznos terápiák ellenében javallják
2. megfelelő figyelmeztetés nélkül alkalmaznak potenciálisan ártalmas terápiákat
3. a pácienseknek jelentős költségekkel jár együtt
4. a mágikus gondolkodást népszerűsíti

## A kuruzslás tárgya
Kétes hatású, sokszor teljességgel hatástalan, sőt veszélyes orvosságok és kezelések mindig is léteztek a történelem során. Ezeknek az orvosságoknak a hatásosságát gyakran teátrális külsőségekkel igyekeztek bizonyítani. Túlzó állítások hangozhatnak el valójában egyszerű alapanyagokkal kapcsolatosan is: a XIX. században az úgynevezett revalenta arabica nevű csodaszert reklámozták úgy, mint aminek rendkívüli gyógyhatást tulajdonítottak – jól hangzó neve és a vele kapcsolatos állítások ellenére nem volt más, mint közönséges lencseliszt, amit a hiszékenyeknek sokszoros áron adtak el.
Sok készítménynek nem volt tényleges hatása, azonban a hozzájuk kevert anyagok, például ópium, alkohol vagy méz hozhattak átmeneti jobbulást, de kúraszerű kezelésük haszontalan volt. Egyesek egyenesen függőséget okoztak, így a vásárlók újra visszatértek. A kevés anyag, amelyet kuruzslók adtak el és tényleg hatott is, jobbára hánytatószer volt, hashajtó vagy vízhajtó. Némelyik összetevőnek valóban volt gyógyhatása: a higany, az arzén vagy az ezüst segíthetett a sebfertőzések kezelésében, a fűzfakéregben található szalicilsav hatása az aszpirinéhoz hasonló, a kínafa kérgében található kinin pedig hasznos volt a malária illetve egyéb lázas betegségek esetén. A gond ezek esetében a dózis megfelelő adagolása volt.

## Elterjedtségének okai
- Tudatlanság: a kuruzslók kihasználhatják a laikusok hozzá nem értését, illetve adott esetben önmaguk is tudatlanok lehetnek saját állításaikkal kapcsolatosan. Mivel maga az orvostudomány is számos eredményt ért el, ezért az emberek hajlamosabbak lehetnek elhinni alaptalan dolgokat is.
- Placebohatás: azok a gyógyszerek illetve gyógyászati segédeszközök, amelyek bizonyítottan nem alkalmasak a várt hatás kiváltására, pszichésen befolyásolhatják a pácienst, akinek állapota ettől javulhat.
- Annak meg nem értése, hogy az egyén állapota kezelések hiányában is javulhat, a hatástalan terápia pedig éppolyan, mint az elmaradt kezelés.
- Megerősítési torzítás: amikor az egyén hajllamosabb inkább helyesnek és jónak elfogadni azokat az információkat, amelyeket előfeltézelezései szerint helyesnek vél.
- Bizalmatlanság a hagyományos orvoslásban: ez jellemzően összekapcsolódik a "gyógyszerlobbi" fogalmával,[3] illetve különféle tudományellenes összeesküvés-elméletekkel, melyeknek az a lényege, hogy a kuruzslók által kínált terápiák használatát a pénzéhes vállalatok üldözik.
- Félelem a mellékhatásoktól: egyes gyógyszerek esetében ezek elég komolyak lehetnek, így a páciensek szívesebben fordulhatnak olyan készítmények felé, melyek azt ígérik, hogy ilyenjük nincs.[4]
- Egyes országokban, mint az Egyesült Államok, gondot jelenthet az is, hogy a hagyományos orvosi kezelés megfizethetetlen, ezért szívesebben fordulnak az olcsó, magukat ugyanolyan hatásosnak ígérő megoldások felé az emberek.[5]
- Kétségbeesés: súlyos vagy halálos betegséggel küzdők esetében, különösen ha a betegségüket gyógyíthatatlannak bélyegezték, gyakran előfordul, hogy más megoldások után néznek, még ha nincs is semmilyen bizonyíték a hatásosságukra, vagy éppen egyenesen veszélyesek
- Ha valaki kiállt egy gyógymód vagy módszer mellett, esetleg számottevő időt és pénzt ölt bele, a kognitív disszonancia miatt sokkal nehezebb beismernie, hogy hatástalan, és továbbra is annak a használatát fogja javallani.
- Bizonyos esetekben olyanok akik tisztában vannak a gyógymódjuk hatástalanságával, hamis tanulmányokat készítenek, hogy alátámasszák azt, hogy mégis működik.

## Jogi szabályozása Magyarországon
Magyarországon a Büntető Törvénykönyv a 187.§. rendelkezései alapján rendeli büntetni. Vétség miatt egy évig tartó szabadságvesztéssel büntetendő az, aki ellenszolgáltatásért vagy rendszeresen az orvosi gyakorlat vagy a nem-konvencionális gyógyító és természetgyógyászati eljárások körébe tartozó tevékenységet jogosulatlanul fejt ki, továbbá az is, aki ellenszolgáltatásért vagy rendszeresen magát jogosulatlanul pszichoterapeutaként feltüntetve egészségügyi szolgáltatást végez. Ha a kuruzslást az orvosi gyakorlatra jogosultság színlelésével követik el, az már bűntett, és három évig terjedő szabadságvesztéssel büntetendő. Kuruzslás elkövetőjével szemben kitiltásnak is helye van.
A törvény szerint orvosi gyakorlatra jogosult az, akinek hazai egyetemen szerzett általános orvosi vagy fogorvosi oklevele van, akinek külföldi egyetemen szerzett és honosított, egyenértékűségi záradékkal ellátott általános orvosi vagy fogorvosi oklevele van, vagy a külföldi állampolgár, aki engedély alapján oklevelének honosítása nélkül fejthet ki orvosi tevékenységet, feltéve, hogy az illető nem áll az orvosi tevékenységtől eltiltás hatálya alatt.
A nem-konvencionális gyógyító és természetgyógyászati eljárások körét a 40/1997. (III. 5.) Korm. rendelet és a 11/1997. (V. 28.) NM rendelet együttesen szabályozza. Eszerint csak orvos által végezhető tevékenységek a manuálterápiás eljárások, a hagyományos kínai orvoslás, a neurálterápiás módszerek és minden egyéb olyan nem-konvencionális eljárás vagy módszer, amelyek képzésére orvostudományi egyetem tanfolyamot és vizsgát szervez vagy, ilyen tanfolyamot és vizsgát akkreditál. Orvosi és egyéb felsőszintű egészségügyi szakképesítés nélkül végezhető természetgyógyászati tevékenységek az akupresszúra, az alternatív mozgás- és masszázsterápiák, az életmód-tanácsadás és terápia, a reflexzóna terápia. A harmadik kör a vizsgával záruló továbbképzéssel megszerezhető képesítés után végezhető tevékenységek köre: alternatív fizioterápiás módszerek, bioenergiát alkalmazó módszerek, fitoterápia, fülakupunktúrás addiktológiai eljárások, a kineziológiai módszerek és a szemtréning eljárások. Érdekes módon a homeopátiát, az ájurvédikus gyógyítást, a tibeti gyógyászatot, illetve a méregtelenítő módszereket is az orvos által végezhető gyógyászati módszerek közé emelik be.
A magyar szabályozás hiányossága, hogy lényegében orvosi képzettséggel büntetlenül lehet végezni kuruzslást, illetve a különféle tevékenységek alternatív néven történő űzése már nem tartozik a jogszabály hatálya alá (pl. akupuktúra helyett akupresszúra, dietetika helyett életmód-tanácsadás és egyéb jól hangzó fantázianevek). Emellett vannak olyan módszerek is, amelyekre a jogszabály ki sem tér, mert nem fér bele az általa felállított kategóriákba (ilyen például a családállítás, mely pszichoterápiás módszer, mégis jellemzően olyanok űzik, akiknek nincs ilyen irányú végzettsége).

## Az Alkotmánybíróság ítélete
A 2019-es törvénymódosítás beemelte az orvosi gyakorlat körébe eső tevékenységek mellé az egészségügyi szakképesítéshez kötött pszichoterápiás gyakorlat vagy a nem-konvencionális gyógyító és természetgyógyászati eljárások esetköreit is, így ezek engedély nélkül folytatása is megvalósítja a kuruzslás bűncselekményét. Az Alkotmánybíróság 2021 júliusában alaptörvény-ellenesnek minősítette a változást, mert ítéletével megállapította, hogy a 2019-es Btk. 187.§-a nem felel meg a normavilágosság alkotmányos követelményének és kötelezte az Országgyűlést, hogy azt legkésőbb 2022. március 31-ig korrigálják. A jogbizonytalanságot az Országgyűlés még a határidő leteltével sem szüntette meg.
A jogszabály új változata 2023. január 1-i hatállyal jelent meg, amely alapján a szabályozás már összekapcsolható az egészségügyi felsőfokú szakirányú szakképesítés megszerzéséről szóló rendelettel, és a kuruzslás feltételeként nem a tevékenység végzését tiltja, hanem a „pszichoterapeuta” cím hamis feltüntetését. A természetgyógyászatról szóló részt változatlanul hagyták.

## Ismertebb kuruzslók
- Thomas Allinson, a természetgyógyászat megalapítója, akit a gyógyszeres kezeléseket és az oltásokat elutasító, valamint saját magát népszerűsítő nézetei miatt végül kizártak a brit orvosi kamarából.
- Johanna Brandt természetgyógyász, aki a rák gyógyítására nagy mennyiségű szőlő fogyasztását ajánlotta.
- John R. Brinkley, aki azt állította, hogy lehetséges kecskék heréinek beültetése idősödő férfiakba. Mikor a hatóságok fel akartak lépni ellene, úgy döntött, hogy 1930-ban a részére mentelmi jogot biztosító kansasi kormányzói címért indul, sikertelenül.
- Hulda Regehr Clark, aki az alternatív gyógyászatról szóló műveiben azt állította, hogy minden betegséget meg tud gyógyítani, tudományos megalapozottság nélkül.
- Max Gerson, a Gerson-terápia feltalálója, mely egy sajátos, egyénileg meghatározott étrenden alapuló rákterápia.
- Samuel Hahnemann, a homeopátia feltalálója. Szerinte minden betegséget úgynevezett miazmák okoznak, amik a beteg "életerejében" meglévő eltérések, továbbá a betegségeket lehet orvosolni ugyanolyan anyagokkal, amelyek egészséges emberekben ugyanazokat a tüneteket okozzák. Továbbá azt is állította, hogy folyamatos hígítás és rázás mellett is ugyanolyan jó gyógyhatású anyagot kapunk.
- Lawrence B. Hamlin, aki azt állította, hogy "varázsolaja" gyógyítja a rákot.
- L. Ron Hubbard, a szcientológia egyház alapítója, a dianetika létrehozója.
- Linda Hazzard, önjelölt orvos, aki szerint az éheztetés minden betegségre gyógyírt jelent. Több mint negyven páciense halt meg a washingtoni Olallában található szanatóriumában, ami miatt 1912-ben bebörtönözték, de kegyelmet kapott három évvel később, és tovább folytatta a praktizálást, már Új-Zélandon is. 1938-ban halt meg, a saját módszere miatt.
- William Donald Kelley fogtechnikus, aki Max Gersonhoz hasonlóan egy étrendet talált ki, a nonspecifikus metabolikus terápiát. Állítása szerint a rossz ételek káros folyamatokat indítanak be a szervezetben, míg a jók előmozdítják a természetes védekezőképességet. terápiája során bizarr megoldásokat is használt: emésztőenzimeket, ötvenféle vitamint, köztük amigdalint, rendszeres samponos fürdést, valamint kávés beöntést. Terápiája nemcsak hatástalan volt, hanem kifejezetten veszélyes is, különösen a rákbetegekre, akiknek az életminőségét is rontotta. Leghíresebb áldozata a színész Steve McQueen volt.
- John Harvey Kellogg, aki holisztikus módszerekkel gyógyító szanatóriumot tartott fenn. ahol beöntésekkel, testedzéssel és speciális diétával gyógyított. Híres még arról is, hogy testvérével ők találták fel a kukoricapelyhet.
- John St. John Long, aki szerint a tuberkulózis gyógyítható volt úgy is, hogy egy sebet okozott a páciensen, amin keresztül a betegség távozhatott. Később emberölés miatt indítottak vele szemben eljárást, mert két páciense is meghalt.
- Franz Anton Mesmer, az animális magnetizmus feltalálója.
- Daniel David Palmer, boltos, aki azt állította, hogy meggyógyította egy takarítója süketségét pusztán azáltal, hogy megmozgatta az ízületeit a hátán. Ebből hozta létre a csontkovácsolás áltudományát, amely szerint minden betegség vagy rendellenesség gyógyítható ilyen módon.
- Linus Pauling, aki szerint a megfázás gyógyítható hatalmas adag C-vitaminnal, sőt rákellenes hatása is van.
- Wilhelm Reich, aki hitt egy alapvető kozmikus energia, az orgon létezésében, és azt állította, hogy képes olyan szerkezeteket építeni, amelyek ezt kihasználva képesek megváltoztatni az időjárást, harcolni űrlényekkel, továbbá gyógyítani a rákot. Miután eljárást kezdeményeztek vele szemben, nem volt együttműködő, ami miatt végül két év börtönre, tízezer dolláros pénzbüntetésre és szerkezeteinek elpusztítására ítélték. A börtönben üldözéses téveszmét diagnosztizáltak nála, nem sokkal később pedig meg is halt szívrohamban.